# Zoar (Zuid-Afrika)
Zoar is een dorp in de Zuid-Afrikaanse provincie West-Kaap. Zoar behoort tot de gemeente Kannaland dat onderdeel van het district Tuinroute is.